# بخش کولسکی
کولسکی (Кольский) یکی از شهرستان‌های استان مورمانسک در روسیه است.